# Parva Planum
Parva Planum és una formació geològica de tipus planum a la superfície de Mart, localitzada amb el sistema de coordenades planetocèntriques a -64.5 ° latitud N i 276.96 ° longitud E, que fa 1.027,32 km de diàmetre. El nom va ser aprovat per la UAI l'any 2003 i fa referència a una característica d'albedo.